# Marvel Disk Wars: The Avengers
Marvel Disk Wars: The Avengers (ディスク・ウォーズ：アベンジャーズ, Disuku Wōzu: Abenjāzu) est une série télévisée de type anime développée par Toei Animation et Walt Disney Television International Japan. Elle est diffusée dès le 2 avril 2014 sur le réseau japonais TXN.

## Synopsis
Avec l'aide du Dr Nozomu Akatsuki, Tony Stark développe une nouvelle technologie, « Digital Identity Securement Kit » (ou DISK en abrégé). Alors qu'ils présentent le projet DISK dans la prison du Raft, Loki utilise les disques pour faire évader les super-vilains retenus au Raft. Loki emprisonne alors dans les disques Captain America, Thor, Hulk et La Guêpe. Les fils de Nozomu, Akira et Hikaru, avec trois autres enfants, Edward, Chris et Jessica, vont alors parcourir le monde à la recherche d'autres disques, avec l'aide des Avengers qui peuvent sortir pendant quelques instants de leur disque.

## Distribution et personnages

### Héros
Akira Akatsuki (アキラ・アカツキ)
Doublé par Mitsuki Saiga
Il est le second fils du Dr Nozomu Akatsuki. Akira possède le disque rouge qui contient Iron Man.
Hikaru Akatsuki (ヒカル・アカツキ)
Doublé par Yūichi Iguchi
Il est le frère ainé d'Akira. Il est ainsi plus calme et mature. Il possède le disque violet contenant Thor.
Edward Grant (エドワード・グラント, Edowādo Guranto)
Doublé par Yayoi Sugaya
C'est le plus jeune des cinq enfants. Assez timide, c'est un élève sérieux. Grand fan de super-héros, il participe à l’événement au Raft dans l'espoir de rencontrer Captain America. Il possède le disque vert qui contient Hulk.
Chris Taylor (クリス・テイラー, Kurisu Teirā)
Doublé par Yūsuke Kuwahata
Il est le plus âgé des cinq enfants. Il possède le disque bleu contenant Captain America.
Jessica Shannon (ジェシカ・シャノン, Jeshika Shanon)
Doublée par Naomi Ōzora
C'est une riche fille qui vient de France car ses parents y font affaires. Elle possède le disque jaune de la Guêpe.

### les Vengeurs
Tony Stark / Iron Man
Doublé par Eiji Hanawa
Attribut / couleur : technologie / rouge
Playboy, philanthrope, génie et inventeur, Tony Stark a instigué le projet DISK avec le Dr Nozomu Akatsuki, et participe à sa présentation au Raft, lorsque Loki les a attaqué. Il devient ensuite le partenaire d'Akira.
Steve Rogers / Captain America
Doublé par Kazuhiro Nakaya
Attribut / couleur : combat / bleu
C'est un vétéran de la Seconde Guerre mondiale et un super-soldat. Il devient le partenaire de Chris.
Thor Odinson / Thor
Doublé par Yasuyuki Kase
Attribut / couleur : énergie / violet
C'est une divinité venue d'Asgard. Il est le fils du roi Odin. Thor combat avec son marteau indestructible, Mjöllnir. Il devient ensuite le partenaire de Hikaru.
Bruce Banner / Hulk
Doublé par Kenichirō Matsuda
Attribut / couleur : force / vert
Bruce Banner est un scientifique qui est devenu Hulk après un accident avec des rayons gamma. Il devient le partenaire d'Edward.
Janet Van Dyne / La Guêpe
Doublé par Kaori Mizuhashi
Attribut / couleur : animal / jaune
Elle est l'une des rares femmes des Avengers. En plus d'être une super-héroïne, elle est créatrice de mode. Elle possède la capacité de réduire fortement sa taille. Elle devient la partenaire de Jessica.

### Ennemis
Loki Laufeyson / Loki (ロキ)
Doublé par Tadashi Mutou
Attribut / couleur : énergie / violet
Il est l'ennemi principal. Il a organisé le plan pour s'emparer de la technologie DISK et libérer les prisonniers du Raft. Il est fils adoptif d'Odin.

## Clins d’œil
Les prénoms des personnages Edward Grant et Chris Taylor est des clins d’œil à Edward Norton, qui a joué Hulk dans L'Incroyable Hulk (2008), et Chris Evans qui interprète Captain America dans plusieurs films de l'univers cinématographique Marvel.

## Produits dérivés

### Jeu vidéo
Le jeu vidéo Marvel Disk Wars: The Avengers - Ultimate Heroes est développé par Bandai Namco Games sur Nintendo 3DS et sort au Japon le 13 novembre 2014.

### Ligne de jouets
Un partenariat a été signé avec Bandai pour développer des jouets notamment autour des Disk Wars.